# 쩡장
쩡장(영어: Kenneth Tsang, 曾江, 증강, 1934년 10월 5일~2022년 4월 27일)은 중화인민공화국 홍콩 특별행정구의 남성 영화배우, 영화감독, 영화 각본가, 텔레비전 연기자이다. 쩡장의 본명은 쩡룽장(曾榮江, 증영강), 아명(兒名)은 쩡관이(曾貫一, 증관일)이다.
중화민국 상하이 출생으로, 중화민국 광둥성의 중산에서 잠시 유아기를 보냈다. 4세 때 일가족과 함께 홍콩으로 이주하였으며, 1955년 홍콩 영화 《동림조》(同林鳥)로 영화배우에 데뷔하였다.
1975년에는 홍콩 영화 《연모오파대》(緣帽唔怕戴)로 영화감독과 영화 각본가 데뷔를 하였으며 이어 같은 해부터 텔레비전 드라마에도 출연하기 시작하였다.

## 출연작품

### 영화
- 영웅본색
- 영웅본색 2 - 견숙 역
- 게이샤의 추억 - 장군 역
- 동경심판
- 드러머
- 쿵푸 덩크
- 트레져 헌터 - 투 박사 역
- 눈물의 왕자

### 드라마
- 의천도룡기 1986

### 예능
- 중국판 꽃보다할배